# 呂萊布爾加茲

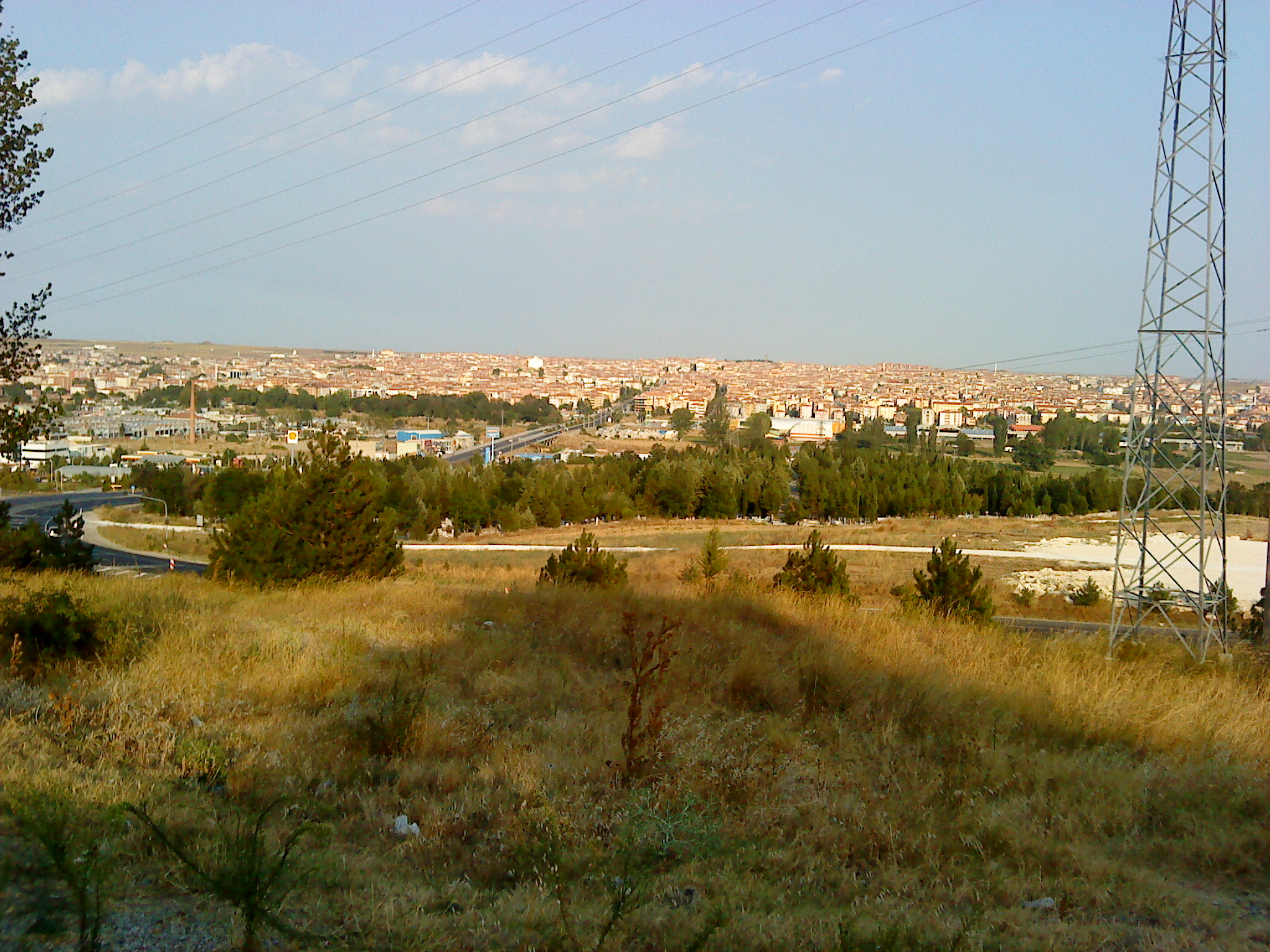
呂萊布爾加茲

呂萊布爾加茲（Lüleburgaz）是土耳其的城鎮，由克爾克拉雷利省負責管轄，位於該國西北部，面積1,018平方公里，海拔高度30米，主要經濟活動是工業，2010年人口100,412。
曾称阿耳卡狄乌波利斯，以狄奥多西一世之子阿卡狄乌斯命名。该城曾是东罗马帝国色雷斯军区的首府。

## 外部連結
- Lüleburgaz News
- Lüleburgaz Belediyesi（页面存档备份，存于）
- Lüleburgaz's NightLife Places

41°24′N 27°21′E / 41.400°N 27.350°E